# Пісняр тропічний
Пісняр тропічний (Setophaga pitiayumi) — вид горобцеподібних птахів родини піснярових (Parulidae). Поширений в Центральній та Південній Америці.

## Поширення
Це осілий вид, який поширений від крайнього південного сходу Техасу в США до півночі Аргентини та Уругваю.

## Підвиди
- S. p. nigrilora (Coues, 1878) – південний кордон США та східна Мексика;
- S. p. pulchra (Brewster, 1889) – Західна Мексика;
- S. p. insularis (Lawrence, 1871) – острови Трес-Маріас біля західної Мексики;
- S. p. graysoni (Ridgway, 1887) – острови Сокорро та Ревільягігедо біля західної Мексики;
- S. p. inornata (S. F. Baird, 1864) – від Південної Мексики до Панами та Північно-Західної Колумбії;
- S. p. cirrha (Wetmore, 1957) – острів Койба поблизу Панами;
- S. p. pacifica (von Berlepsch & Taczanowski, 1884) – Південно-Західна Колумбія до Північно-Західного Перу;
- S. p. alarum (Chapman, 1924) – Східний Еквадор і Північне Перу;
- S. p. pitiayumi (Vieillot, 1817) – більша частина Південної Америки.

## Опис
Тіло близько одинадцяти сантиметрів завдовжки. Верхня частина оперення переважно синьо-сіра з зеленуватими плямами; нижня частина оперення жовта, тьмянішає помаранчевим до грудей. На надкрилах є дві білі смуги крил. У самця є чорне оперення голови, яке відсутнє у самиці. Самиці також мають тьмяніше оперення в цілому.

## Спосіб життя
Харчується переважно комахами та павуками. Іноді також поїдає ягоди.